# شناودرتال
شناودرتال (به آلمانی: Schnaudertal) یک شهر در آلمان است که در کرتسشاو واقع شده‌است. شناودرتال ۱٬۰۴۲ نفر جمعیت دارد.